# Симбирка (Владимирская область)
Симбирка — упразднённая деревня в Вязниковском районе Владимирской области России.

## География
Урочище находится в северо-восточной части области, в зоне хвойно-широколиственных лесов, в пределах Волжско-Окского междуречья, на левом берегу реки Исток, на расстоянии примерно 10 километров (по прямой) к северо-востоку от города Вязники, административного центра района. Абсолютная высота — 87 метров над уровнем моря.

### Климат
Климат характеризуется как умеренно континентальный. Средняя температура воздуха самого холодного месяца (января) — −11,1 °C (абсолютный минимум — −48 °С), средняя максимальная температура воздуха (июля) — +23,3 °С (абсолютный максимум — +37 °С). Годовое количество атмосферных осадков составляет около 607 мм, из которых 413 мм выпадает в период с апреля по октябрь.

## История
В «Списке населенных мест Владимирской губернии по сведениям 1859 года» населённый пункт упомянут как удельная деревня Сисиберка (Симбирка) Вязниковского уезда, расположенная в 10 верстах от уездного города. В деревне насчитывалось 3 двора и проживало 32 человека (15 мужчин и 17 женщин).
По состоянию на 1905 год, в Симбирке имелось 8 дворов и проживало 39 человек. В административном отношении деревня входила в состав Рыловской волости.
По данным 1926 года в деревне имелось 10 крестьянских хозяйств и проживало 50 человек (26 мужчин и 24 женщины). Являлась частью Федорковского сельсовета Вязниковской волости.
На момент упразднения входила в состав Малоудольского сельсовета Вязниковского района. Упразднена решением облисполкома № 778 от 23 ноября 1983 года как фактически не существующая.